# Kensington (Maryland)
Pour les articles homonymes, voir Kensington.
La ville de Kensington est située dans le comté de Montgomery, dans l’État du Maryland, aux États-Unis. Sa population s’élevait à 2 122 habitants lors du recensement de 2020.